# لی ۳۱۵۵
سیارک ۳۱۵۵ (به انگلیسی: 3155 Lee، نامگذاری:1984SP3) سه هزار و صد و پنجاه و پنجمین سیارک کشف شده‌است که در ۲۸ سپتامبر ۱۹۸۴ کشف شد.
قدر مطلق سیارک برابر ۱۲٫۶۰ است.